# Glynis Barber
Glynis Barber (nacida Glynis van der Riet; Durban, 25 de octubre de 1955) es una actriz sudafricana.

## Biografía
Glynis Barber nació y creció en Durban (Sudáfrica) como Glynis van der Riet. Cuando tenía cinco años, sus padres se divorciaron y ella y su madre se mudaron a Johannesburgo. Estudió en la Mountview Academy of Theatre Arts. Comenzó a recitar en 1978, y su éxito llegó en el 1981 con su papel de Soolin en la serie televisiva de ciencia ficción Blake's 7. Destacó también por interpretar a la detective Harriet Makepeace en la serie policial británica Dempsey and Makepeace. Desde 1987 aparece a menudo en películas y series televisivas. En 1989 se casó con el actor Michael Brandon, al que conoció en el rodaje de Dempsey and Makepeace.

## Filmografía
- Blake's 7 – series TV, 14 episodios  (1978-1981)
- LOS Delirium House  (1978)
- Yesterday's Hero  (1979)
- BBC Play of the Month – serie TV, 1 episodio (1979)
- The Sandbaggers – serie TV, 1 episodio  (1980)
- The History of Mr. Polly – miniserie TV  (1980)
- Sherlock Holmes and Doctor Watson – serie TV, 2 episodios  (1980)
- Kelly Monteith – serie TV, 1 episodio (1981)
- A Finas Romance – series TV, 1 episodio  (1981)
- Bognor – serie TV, 6 episodios  (1981)
- Jane – serie TV, 10 episodios  (1982-1984)
- Safari sin vuelta  (1982)
- The New Adventures of Lucky Jim – serie TV, 4 episodios  (1982)
- El mastino de Baskerville (The Hound of the Baskervilles), regia de Douglas Hickox – película TV (1983)
- La aventurera perversa  (1983)
- Dempsey and Makepeace – serie TV, 30 episodios  (1985-1986)
- Tangiers  (1985)
- Love and Marriage – serie TV, 1 episodio  (1986)
- Screen Two – serie TV, 1 episodio  (1987)
- Red Dwarf – serie TV, 1 episodio  (1988)
- El brivido de la imprevista – serie TV, 1 episodio  (1988)
- Monsters – serie TV, 1 episodio (1989)
- Dr. Jekyll y Mr. Hyde: sobre el orlo de la follia (1989)
- Palace Guard – serie TV, 1 episodio (1991)
- The Mirror Crack'd – película TV  (1992)
- Detective en corsia – serie TV, 1 episodio  (1994)
- Conqueror: A.D. 1086 (videogame) (1995)
- Goosebumps: Escape from Horrorland (videogame) (1996)
- Déjà Vu  (1997)
- Operación Apocalisse – película TV  (1997)
- Babes en the Wood – serie TV, 1 episodio  (1998)
- The Bill – serie TV, 1 episodio  (1999)
- Highlander: The Raven – serie TV, 1 episodio  (1999)
- Doctors – serie TV, 1 episodio  (2000)
- Night & Day – serie TV, 2 episodios  (2001-2002)
- On the Nose  (2001)
- Hostile Waters (videogame) (2001)
- Dark Realm – serie TV, 1 episodio  (2001)
- Beings  (2002)
- Murphy's Law – serie TV, 1 episodio  (2003)
- The Afternoon Play – serie TV, 1 episodio  (2003)
- Family Affairs – serie TV  (2005)
- Emmerdale Farm – serie TV, 18 episodios  (2006-2007)
- Trial & Retribution – serie TV, 1 episodio  (2006)
- New Tricks – serie TV, 1 episodio  (2009)
- EastEnders – serie TV, 89 episodios  (2010-2011)